# Allsvenskan i bandy för damer 2014/2015
Allsvenskan i bandy för damer 2014/2015 var en bandyserie för damer i Sverige under säsongen 2014/2015. Det var den enda nationella bandyserien för damer för säsongen, och hade tre geografiskt indelade grupper. Kareby IS blev svenska mästarinnor efter seger med 3-1 mot AIK i finalmatchen på Tele2 Arena i Stockholm.

## Allsvenskor

### Allsvenskan Nord
Lag 1–2: Elitserien
Lag 3–6: Fortsättningsserie
| Nr | Lag                  | S | V | O | F | GM | IM | MS  | P  |
| -- | -------------------- | - | - | - | - | -- | -- | --- | -- |
| 1  | Haparanda Tornio BF  | 6 | 5 | 1 | 0 | 62 | 7  | +55 | 11 |
| 2  | Söråkers IF          | 6 | 4 | 1 | 1 | 46 | 13 | +33 | 9  |
| 3  | Härnösands AIK       | 6 | 0 | 2 | 4 | 5  | 45 | −40 | 2  |
| 4  | Team Hälsinglands BK | 6 | 0 | 2 | 4 | 5  | 53 | −48 | 2  |

### Allsvenskan Mitt
Lag 1–2: Elitserien
Lag 3–4: Fortsättningsserie
| Nr | Lag               | S | V | O | F | GM | IM | MS  | P |
| -- | ----------------- | - | - | - | - | -- | -- | --- | - |
| 1  | AIK               | 4 | 4 | 0 | 0 | 18 | 4  | +14 | 8 |
| 2  | Sandvikens AIK    | 4 | 3 | 0 | 1 | 33 | 5  | +28 | 6 |
| 3  | Västerås SK       | 4 | 2 | 0 | 2 | 14 | 14 | 0   | 4 |
| 4  | Hammarby IF       | 4 | 1 | 0 | 3 | 10 | 13 | −3  | 2 |
| 5  | Västerstrands AIK | 4 | 0 | 0 | 4 | 1  | 40 | −39 | 0 |

### Allsvenskan Syd
Lag 1–2: Elitserien
Lag 3–6: Fortsättningsserie
| Nr | Lag           | S | V | O | F | GM | IM | MS  | P  |
| -- | ------------- | - | - | - | - | -- | -- | --- | -- |
| 1  | Kareby IS     | 5 | 5 | 0 | 0 | 60 | 6  | +54 | 10 |
| 2  | Skirö AIK     | 5 | 4 | 0 | 1 | 69 | 9  | +60 | 8  |
| 3  | Nässjö IF     | 5 | 2 | 1 | 2 | 26 | 29 | −3  | 5  |
| 4  | Sunvära SK    | 5 | 2 | 1 | 2 | 19 | 40 | −21 | 5  |
| 5  | Mölndal Bandy | 5 | 1 | 0 | 4 | 11 | 48 | −37 | 2  |
| 6  | Surte BK      | 5 | 0 | 0 | 5 | 6  | 59 | −53 | 0  |

## Elitserien
Lag 1–6: Slutspel
| Nr | Lag                 | S  | V  | O | F | GM | IM | MS  | P  |
| -- | ------------------- | -- | -- | - | - | -- | -- | --- | -- |
| 1  | Kareby IS           | 10 | 10 | 0 | 0 | 68 | 15 | +53 | 20 |
| 2  | AIK                 | 10 | 7  | 0 | 3 | 38 | 23 | +15 | 14 |
| 3  | Skirö AIK           | 10 | 5  | 1 | 4 | 50 | 52 | −2  | 11 |
| 4  | Haparanda Tornio BF | 10 | 3  | 0 | 7 | 42 | 44 | −2  | 6  |
| 5  | Sandvikens AIK      | 10 | 2  | 1 | 7 | 31 | 54 | −23 | 5  |
| 6  | Söråkers IF         | 10 | 2  | 0 | 8 | 27 | 68 | −41 | 4  |

## Fortsättningsserier

### Norra
Lag 1: Slutspel
| Nr | Lag                  | S | V | O | F | GM | IM | MS  | P  |
| -- | -------------------- | - | - | - | - | -- | -- | --- | -- |
| 1  | Hammarby IF          | 9 | 8 | 0 | 1 | 51 | 15 | +36 | 16 |
| 2  | Västerås SK          | 9 | 7 | 0 | 2 | 68 | 17 | +51 | 14 |
| 3  | Härnösands AIK       | 9 | 2 | 0 | 7 | 20 | 53 | −33 | 4  |
| 4  | Team Hälsinglands BK | 9 | 1 | 0 | 8 | 12 | 66 | −54 | 2  |

### Södra
Lag 1: Slutspel
| Nr | Lag               | S | V | O | F | GM | IM | MS  | P  |
| -- | ----------------- | - | - | - | - | -- | -- | --- | -- |
| 1  | Nässjö IF         | 8 | 8 | 0 | 0 | 68 | 11 | +57 | 16 |
| 2  | Västerstrands AIK | 8 | 4 | 2 | 2 | 26 | 34 | −8  | 10 |
| 3  | Surte BK          | 8 | 3 | 0 | 5 | 33 | 54 | −21 | 6  |
| 4  | Sunvära SK        | 8 | 2 | 1 | 5 | 25 | 43 | −18 | 5  |
| 5  | Mölndal Bandy     | 8 | 1 | 1 | 6 | 27 | 37 | −10 | 3  |

## Slutspel

### Kvartsfinal
| Datum                                         | Match                    | Resultat |
| --------------------------------------------- | ------------------------ | -------- |
| AIK–Hammarby IF 2–0 i matcher                 |                          |          |
| 18 februari 2015                              | Hammarby–AIK             | 1–2      |
| 21 februari 2015                              | AIK–Hammarby             | 7–0      |
| Skirö AIK–Sandvikens AIK 2–0 i matcher        |                          |          |
| 18 februari 2015                              | Sandviken–Skirö          | 2–3 e fl |
| 21 februari 2015                              | Skirö–Sandviken          | 4–2      |
| Haparanda Tornio BF–Söråkers IF 2–0 i matcher |                          |          |
| 18 februari 2015                              | Söråker–Haparanda Tornio | 2–4      |
| 21 februari 2015                              | Haparanda Tornio–Söråker | 4–2      |
| Kareby IS–Nässjö IF 2–0 i matcher             |                          |          |
| 18 februari 2015                              | Skirö–Kareby             | 0–11     |
| 21 februari 2015                              | Kareby–Skirö             | 9–0      |

### Semifinal
| Datum                                 | Match                | Resultat |
| ------------------------------------- | -------------------- | -------- |
| AIK–Haparanda Tornio BF 2–0 i matcher |                      |          |
| 5 mars 2015                           | Haparanda Tornio–AIK | 5–6      |
| 7 mars 2015                           | AIK–Haparanda Tornio | 6–0      |
| Kareby IS–Skirö AIK 2–0 i matcher     |                      |          |
| 4 mars 2015                           | Skirö–Kareby         | 1–2      |
| 7 mars 2015                           | Kareby–Skirö         | 8–1      |

### Final
SM-finalen spelades för första gången på Tele 2 Arena i Stockholm. Kareby vann SM-guld efter seger med 3-1 mot AIK.
| Datum        | Resultat          |
| ------------ | ----------------- |
| 13 mars 2015 | Kareby IS–AIK 3–1 |

#### Bilder från finalen

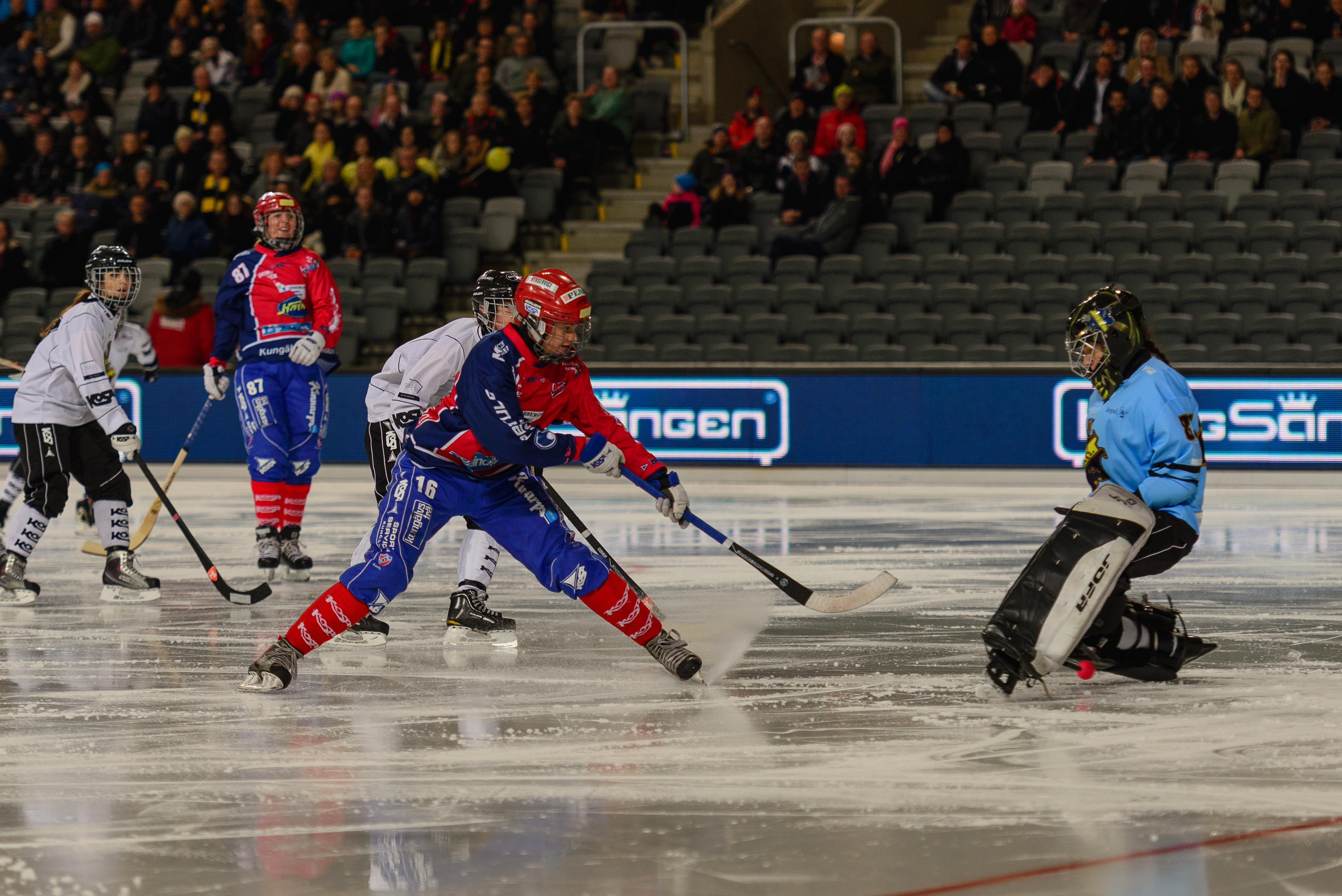
Karebys Camilla Johansson gör finalens första mål.
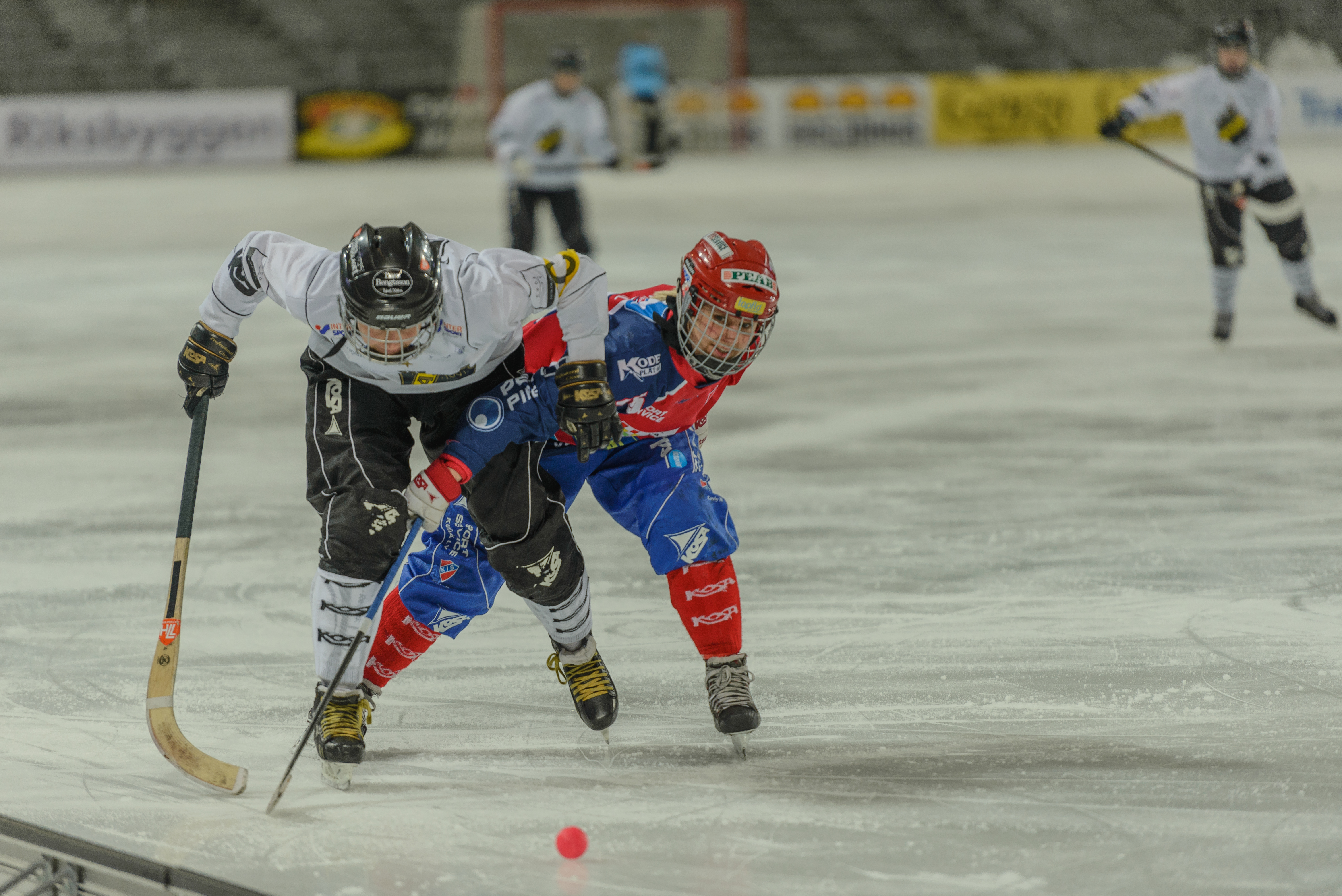
Kamp om bollen i andra halvlek.
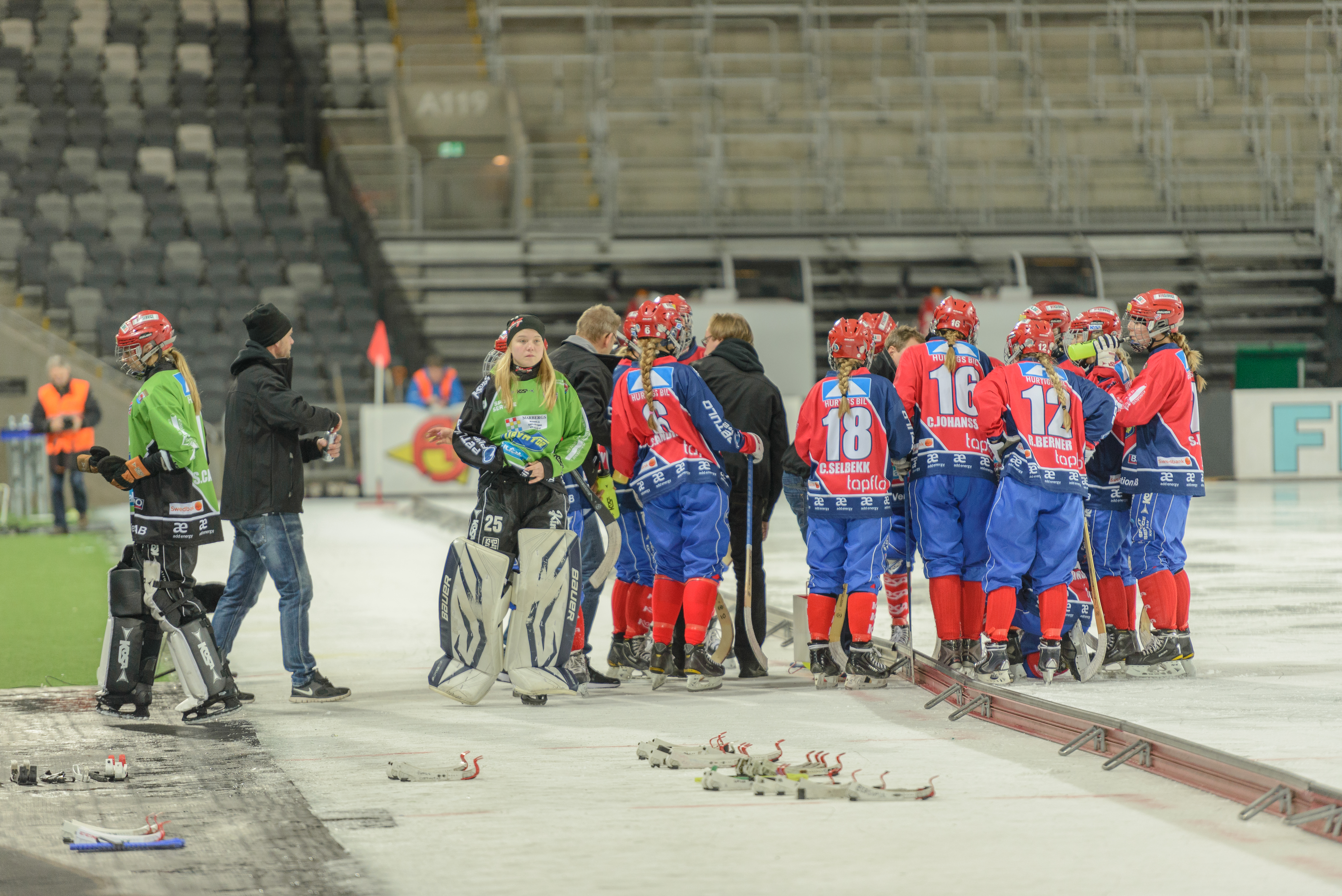
Time-out i andra halvlek.